# Vietbocap canhi
Espèce
Synonymes
- Vietbocap thienduongensis Lourenço & Pham, 2012
- Vietbocap aurantiacus Lourenço, Pham, Tran & Tran, 2018
- Vietbocap quinquemilia Lourenço, Pham, Tran & Tran, 2018

Vietbocap canhi est une espèce de scorpions de la famille des Pseudochactidae.

## Distribution

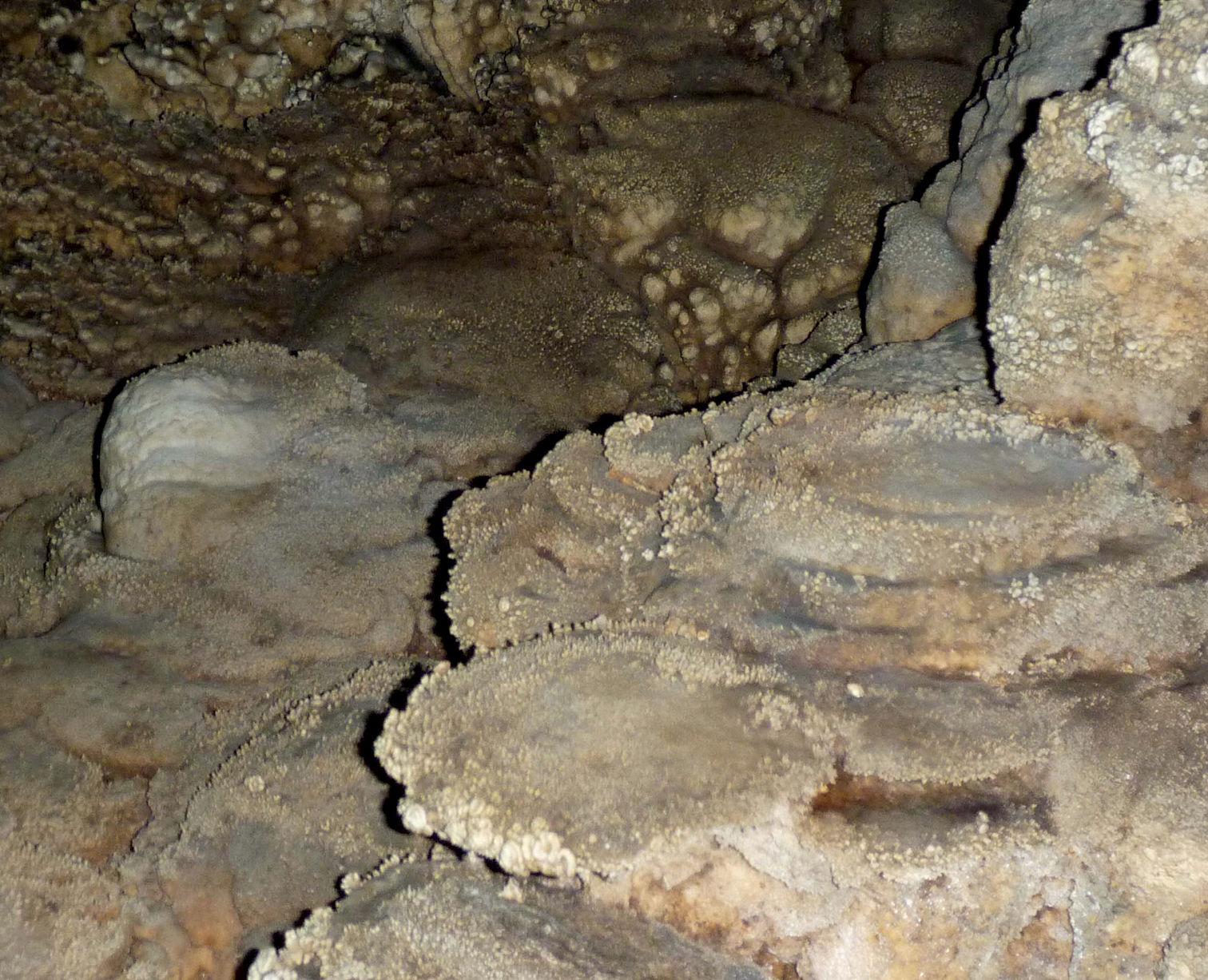
la grotte de Tiên Sơn

Cette espèce est endémique de la province de Quảng Bình au Viêt Nam. Elle se rencontre dans le parc national de Phong Nha-Kẻ Bàng à Bố Trạch dans les grottes de Tiên Sơn et de Động Thiên Đường.

## Description

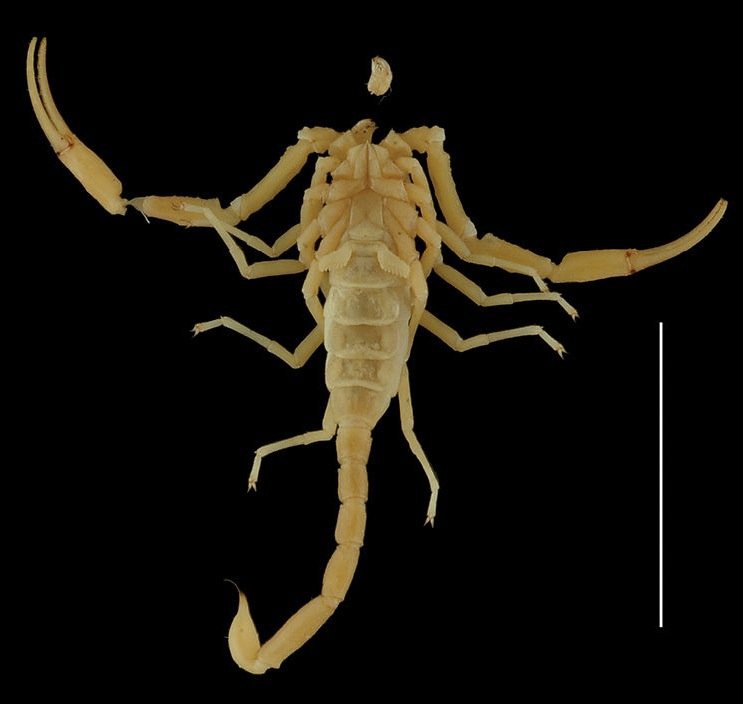
Vietbocap canhi ♀ vue ventrale

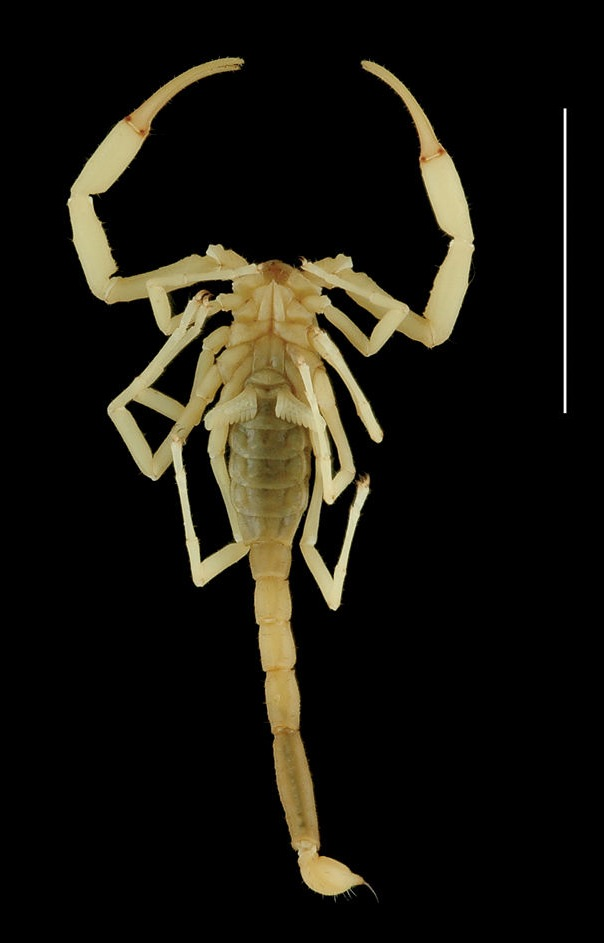
Vietbocap canhi ♂ vue ventrale

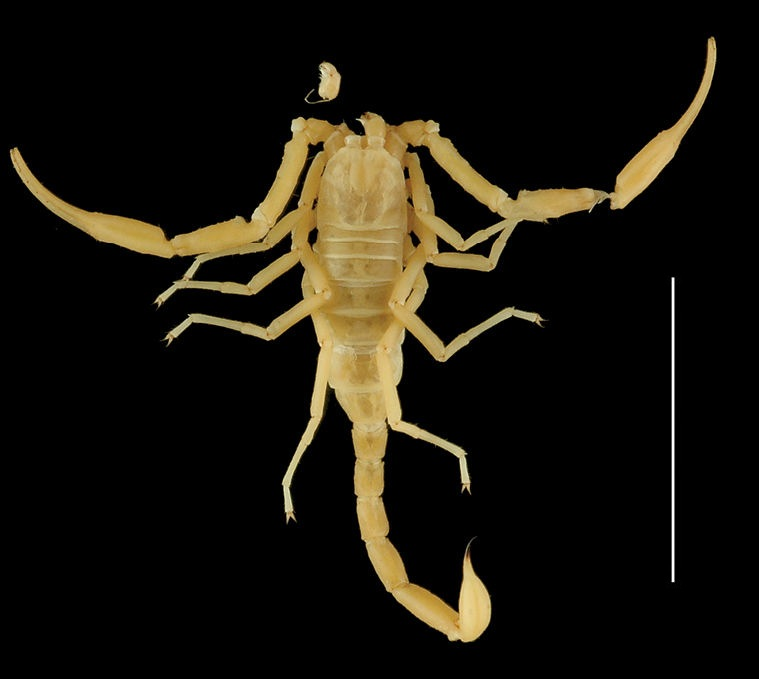
Vietbocap canhi ♀ vue dorsale

Le mâle subadulte holotype mesure 22,4 mm et la femelle paratype 21,3 mm.
Vietbocap canhi mesure de 27,2 à 35,8 mm. Ce scorpion troglobie est anophtalme et jaune pale.

## Systématique et taxinomie
Vietbocap thienduongensis, Vietbocap aurantiacus et Vietbocap quinquemilia sont placées en synonymie par Prendini, Ehrenthal et Loria en 2021.

## Étymologie
Cette espèce est nommée en l'honneur de Le Xuan Canh.

## Publication originale
- Lourenço & Pham, 2010 : « A remarkable new cave scorpion of the family Pseudochactidae Gromov (Chelicerata, Scorpiones) from Vietnam. » ZooKeys, vol. 71, p. 1-13 (texte intégral).